# Tico-Tico no Fubá (film)
Pour la chanson, voir Tico-Tico no Fubá.
Pour plus de détails, voir Fiche technique et Distribution.
Tico-Tico no Fubá est un film brésilien réalisé par Adolfo Celi, sorti en 1952.

## Synopsis
La vie du compositeur brésilien Zequinha de Abreu.

## Fiche technique
- Titre : Tico-Tico no Fubá
- Réalisation : Adolfo Celi
- Scénario : Jacques Maret, Oswaldo Sampaio et Guilherme de Almeida
- Musique : Radamés Gnattali
- Photographie : José María Beltrán et H.E. Fowle
- Montage : Oswald Hafenrichter
- Production : Adolfo Celi et Fernando De Barros
- Société de production : Vera Cruz Studios
- Pays de production:  Brésil
- Genre : Drame, biopic
- Durée : 109 minutes
- Date de sortie : 
  - Brésil : 21 avril 1952

## Distribution
- Anselmo Duarte : Zequinha de Abreu
- Tônia Carrero : Branca
- Marisa Prado : Durvalina
- Marina Freire : Amália
- Zbigniew Ziembinski : Monsieur Loyal
- Modesto De Souza : Luís
- Lima Barreto : Inácio

## Distinctions
Le film a été présenté en sélection officielle en compétition au Festival de Cannes 1952.